# صابر حردانی
صابر حردانی (زادهٔ ۶ آبان ۱۳۷۵) بازیکن فوتبال اهل ایران است که در پست وینگر راست برای باشگاه فوتبال پیکان در لیگ برتر خلیج فارس بازی می‌کند.

وی برادر صالح حردانی بازیکن باشگاه استقلال است.

## افتخارات

### فولاد
- جام حذفی
  - قهرمان(۱): ۱۴۰۰–۱۳۹۹

### نساجی
- جام حذفی
  - قهرمان(۱): ۱۴۰۱–۱۴۰۰